# Pär Fabian Lagerkvist
Pär Lagerkvist (Växjö, 1891. május 23. – Danderyd, 1974. július 11.) Nobel-díjas svéd író, költő, moralista, a Svéd Királyi Tudományos Akadémia tagja.
Lagerkvist a smålandi Växjőben született, Svédország déli részén, hívő evangélikus családba. Apja a vasútnál dolgozott. Az Uppsalai Egyetemen tanult, ám ekkor már eltávolodott az otthonról hozott vallásosságtól. A hit és az embernek a hithez való viszonya azonban mindig foglalkoztatta, ez visszatérő motívum műveiben.
Fiatal korában sokat utazott, élt Dániában, Franciaországban és Olaszországban. A 30-as évektől egy Stockholm közeli szigeten élt. Első házassága boldogtalan volt, 1925-ben nősült másodszor. Legszebb szerelmes verseit második feleségéhez, Elaine Luella Hallberghez írta. Pär Lagerkvist 1974-ben Stockholmban halt meg.
Magyarul mindössze három regénye jelent meg, A hóhér (1933), A törpe (1944), és Barabás (1950). Ez utóbbiból azonos című film is készült Anthony Quinn főszereplésével.

## Művei
- Ordkonst och bildkonst (1913)
- Motiv (1914)
- Järn och människor (1915)
- Ångest (1916)
- Teater (1918)
- Kaos (1919)
- Det eviga leendet (1920)
- Onda sagor (1924)
- Gäst hos verkligheten (1925)
- Den lyckliges väg (1921)
- Hjärtats sånger (1926)

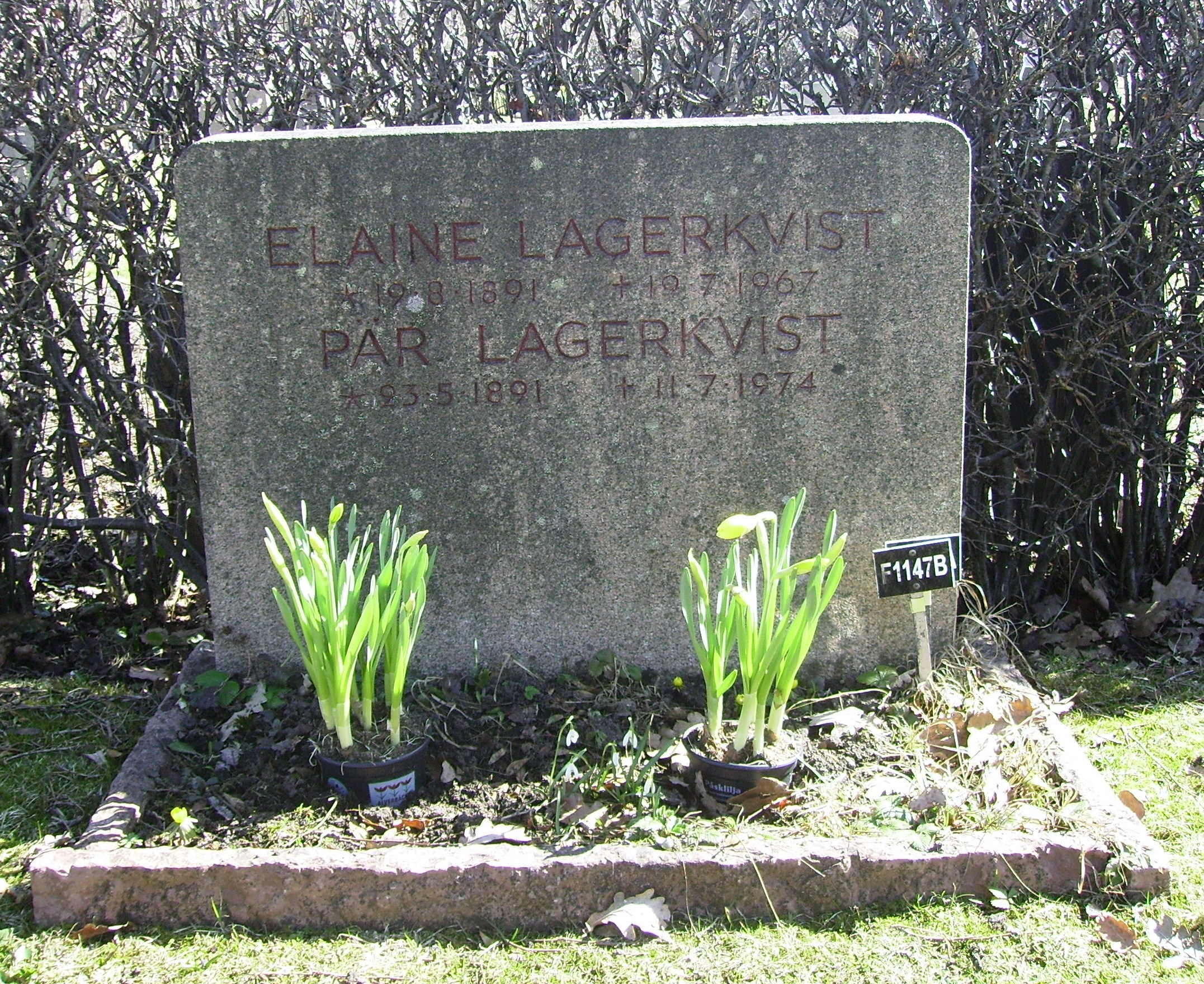
Pär Lagerkvist és felesége, Elaine sírja a Lidingö temetőben

- Han som fick leva om sitt liv (1928)
- Bödeln (1933)
- Den knutna näven (1934)
- Seger i mörker (1939)
- Sång och strid (1940)
- Dvärgen (1944)
- Barabbas (1950)
- Aftonland (1953)
- Sibyllan (1956)
- Det heliga landet (1964)
- Mariamne (1967)

## Magyarul
- A hóhér / Barabás / A törpe; fordította: Szalay Sándor, Kuczka Péter, Birkás Endre, utószó: Lontay László, illusztráció: Kondor Béla; Európa, Budapest, 1967
- A hóhér / Barabás (kisregény) / A törpe; fordította: Szalay Sándor, Kuczka Péter, Birkás Endre; Kriterion, Bukarest, 1971 (Horizont könyvek)